# 1992年冬季残疾人奥林匹克运动会西班牙代表团
1992年冬季残疾人奥林匹克运动会西班牙代表团是西班牙派出的1992年冬季残疾人奥林匹克运动会代表团。获得1枚银牌和3枚铜牌。